# NGC 6490
NGC 6490 est une galaxie lenticulaire située dans la constellation d'Hercule. Sa vitesse par rapport au fond diffus cosmologique est de 3 165 ± 27 km/s, ce qui correspond à une distance de Hubble de 46,7 ± 3,3 Mpc (∼152 millions d'al). NGC 6490 a été découverte par l'astronome allemand Albert Marth en 1864.